# Башкими джамия (Радолища)
Вижте пояснителната страница за други значения на Башкими джамия.
Башкими джамия (на македонска литературна норма: Башкими џамија, на албански: Xhamia Bashkimi) е османски мюсюлмански храм в стружкото село Радолища.
Джамията е главният храм на Радолища и е изградена в центъра на селото.